# Андреєв Віктор Миколайович
Віктор Миколайович Андреєв (нар. 1 жовтня 1954 в місті Мари республіки Туркменістан) — український поет, пише українською та російською мовами, член НСПУ, лауреат літературної премії імені Миколи Куліша. 

## Життєпис
Народився в місті Мари Марийської області республіки Туркменістан. Згодом родина переїхала до міста Цюрупинськ (нині – Олешки) Херсонської області. У 1971 році закінчив Олешківську середню школу № 1. З 1972 по 1974 роки проходив військову службу в групі радянських військ у Німеччині.
В 1979 закінчив філологічний факультет Херсонського педагогічного  інституту ім. Н. Крупської (тепер – Херсонський державний університет) за спеціалізацією «Українська мова та література». Працював вчителем у ЗОШ № 2 міста Цюрупинська, інспектором дитячої кімнати МВС, пізніше – в охоронних структурах «Луком А-Україна», «Технопромбуд» (2000-2014).
Член Національної спілки письменників України (2009). Нині живе і працює в місті Олешки.

## Творчість
Пише у жанрах філософської, громадянської, інтимної лірики. 
Перша збірка рос. «Другое измерение» вийшла 1998 року.
Перша книга Віктора Андреєва українською мовою – «Материнське світло» (2004), перевидана у 2006 році. До другого видання увійшли чотири збірки, створені в різні часи: «Сльоза душі», «Осіння спокута», «Білий реквієм» та «Материнське світло» (перше видання). 
Також є автором збірок поезій «У пошуках суті» (2008), рос. «Немного осени и жизни» (2012), «Повернення до осені» (2012) та інших.
Поезії Віктора Андреєва друкуються в альманахах «Степ», обласній та районній періодиці та ввійшли до колективних збірників «25. Антологія творів херсонських авторів», «Відлуння сердець», «Степова симфонія», «Млечный путь». 

## Відзнаки
Лауреат обласної літературної премії ім. Миколи Куліша за збірку поезій «Повернення до осені» (2012).

## Твори
«Буває і віків замало...» : [вірші] / Віктор Андреєв // Степ : літературно-художній альманах : Херсон – 2019 / Херсон. обл. орг. Нац. спілки письменників України, Упр. культури Херсон. облдержадмін. ; [ред.-упоряд. В. Піддубняк]. – Херсон, 2019. – № 25. – С. 54-60.
[Вірші] / Віктор Андреєв // Степова симфонія : антологія творів херсонських письменників / [упоряд. В. Загороднюк]. – Херсон , 2019. – С. 13-18.
Другое измерение : стихотворения / Виктор Андреев ; [ред. П. И. Иванов-Остославский]. – Херсон : Просвіта, 1998. – 192 с.
Ледь засвітало коло хати... ; Пам'яті Василя Стуса ; Там, де тихо шепочеться час... ; Лежала лялька в Мавзолеї ... : [вірші] / Віктор Андрєєв // 25. Антологія творів херсонських авторів / [упоряд. В. Загороднюк ; ред. І. Немченко]. – Херсон, 2017. – С. 3-6.  
Людина мудра дивиться на світ… : вірш : [М. І. Братану] / Віктор Андрєєв // Відлуння сердець : [збірка літературної студії «Кулішева криниця»] / [редкол. : В. М. Братан [та ін.]]. – Херсон, 2011. – С. 36-37. – В змісті також : Коротка біографічна довідка.
Материнське світло : збірка віршів / Віктор Андрєєв ; [ред. М. Братан]. – Київ ; Херсон : [б. в.], 2006. – 111 с. : портр.
Немного осени и жизни : сборник стихов / Виктор Андреев ; [ред. А. А. Полуфакин]. – Киев ; Херсон : Просвіта, 2012. – 215 с.
Осенняя любовь : [стихи] / Виктор Андреев. – [Б. м. : б. и., б. г.]. – 98 c.
Произведения / Виктор Андреев // Стихи.ру. – Текст. и граф. данные. – Режим доступа : https://stihi.ru/avtor/vitiaandreef&s=50 , свободный. – Загл. с экрана. – Дата обращения : 12.04.2021 г.
Так долго ждали, и тепло….  : [стихи] / Виктор Андреев // Млечный Путь : литературный альманах / [ред. П. Иванов-Остославский]. – Херсон, 2005. – Вып. 1. – С. 109-117. – В содерж. также : Краткая биографическая справка.
У пошуках суті : лірика / Віктор Андрєєв ; [ред. М. І. Братан]. – Херсон ; Київ : Просвіта, 2007. – 72 с. : портр.